# Piaggio P.180 Avanti
Piaggio P.180 Avanti – samolot dyspozycyjny produkowany przez firmę Piaggio Aero. 

## Historia
Samolot został oblatany 23 grudnia 1986 r. Ma niekonwencjonalny układ płatowca o trzech powierzchniach nośnych. Bryłę samolotu ukształtowano tak, aby część siły nośnej pochodziła od kadłuba. Doskonałe właściwości aerodynamiczne pozwalają osiągać większą prędkość niż inne samoloty turbośmigłowe.

## Piaggio P.180 w Polsce
Dwa statki powietrzne tego typu używane są przez Lotnicze Pogotowie Ratunkowe. Egzemplarz o znakach rejestracyjnych SP-MXH używany jest od maja 2004 roku. Kolejny egzemplarz (o znakach rejestracyjnych SP-MXI) w wersji z ulepszoną awioniką oraz nowymi silnikami Pratt & Whitney Canada PT6-66B, przyleciał do Polski i rozpoczął służbę 20 kwietnia 2007. Od 10 lipca 2009 obydwie maszyny stacjonują w wojskowej części Lotniska Chopina w Warszawie.
Pierwszy z nich (SP-MXH) w dniu 23 maja 2024r. wykonał swój ostatni lot oraz został wycofany ze służby.
Jednocześnie został wystawiony na sprzedaż za kwotę netto 4 500 000,00zł.

## Wersja bezzałogowa
18 listopada 2013 roku po raz pierwszy w powietrze wzbiła się bezzałogowa wersja P.180, znana pod oznaczeniem P.1 Hammerhead. Podczas dziewiczego lotu, trwającego 15 minut, maszyna osiągnęła wysokość 600 metrów. Projekt realizowany jest z funduszy własnych producenta. W zamierzeniu konstruktorów ma być to pierwsza europejska maszyna bezzałogowa typu MALE (Medium Altitude Long Endurance). Samolot ma za zadanie prowadzić działania obserwacyjne, jednak w przyszłości producent nie wyklucza opracowania wersji uzbrojonej.

## Wersja wielozadaniowego samolotu morskiego
Zaprezentowany po raz pierwszy w Genui 9 listopada 2015 roku wielozadaniowy samolot morski (Multirole Patrol Aircraft - MPA) znacząco różni się konstrukcyjnie od swojego pasażerskiego pierwowzoru. Zwiększono rozpiętość usterzenia: tylnego o 33%, a przedniego o 20%. Wzrosła rozpiętość skrzydeł, która w wersji MPA wynosi 21,378 m, maksymalna masa startowa - 7484 kg, w tym paliwa 2404 kg. Maszyna może utrzymywać się w powietrzu przez 9 godzin na wysokości 1524 m. Dwa silniki Pratt & Whitney Canada PT6A-66B o mocy 950 KM każdy pozwalają na rozwinięcie maksymalnej prędkości 648 km/h i pułapu 12 500 m. Kabina załogi typu glass cockpit firmy Rockwell Collins Pro Line Fusion. Sercem układów przeznaczonych do działań rozpoznawczych i patrolowych jest system Albatros firmy Saab. Obejmuje on radiolokator Telephonics RDR 1700-G2 z odwróconą syntetyczną aperturą zdolny do śledzenia 1000 celów jednocześnie, może również być wykorzystywany jako wskaźnik ruchomych celów lądowych. Maszyna wyposażona jest również w głowicę optoelektroniczną FLIR Systems StarSafire 380HD, układ identyfikacji swój-obcy, automatyczny układ identyfikacji jednostek morskich (AIS). Do komunikacji służy system łączności satelitarnej i VHF. W części pasażerskiej samolotu zainstalowano dwa stanowiska, jedno dla dowódcy misji i drugie dla operatora systemów obserwacji i łączności.

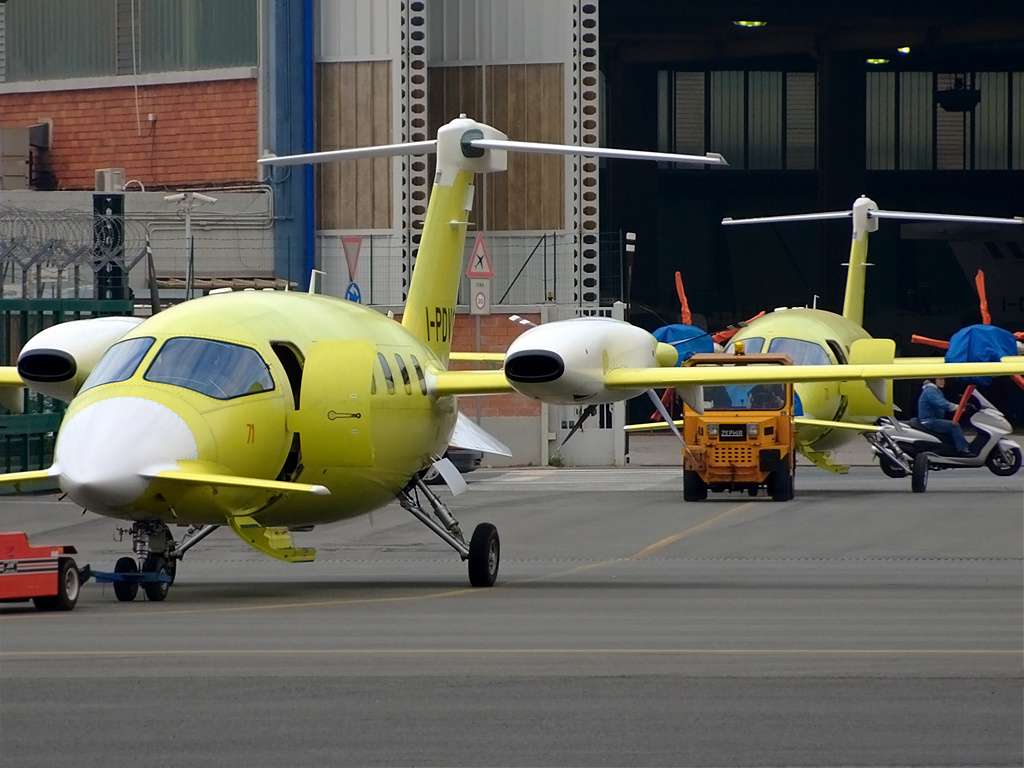
W wytwórni
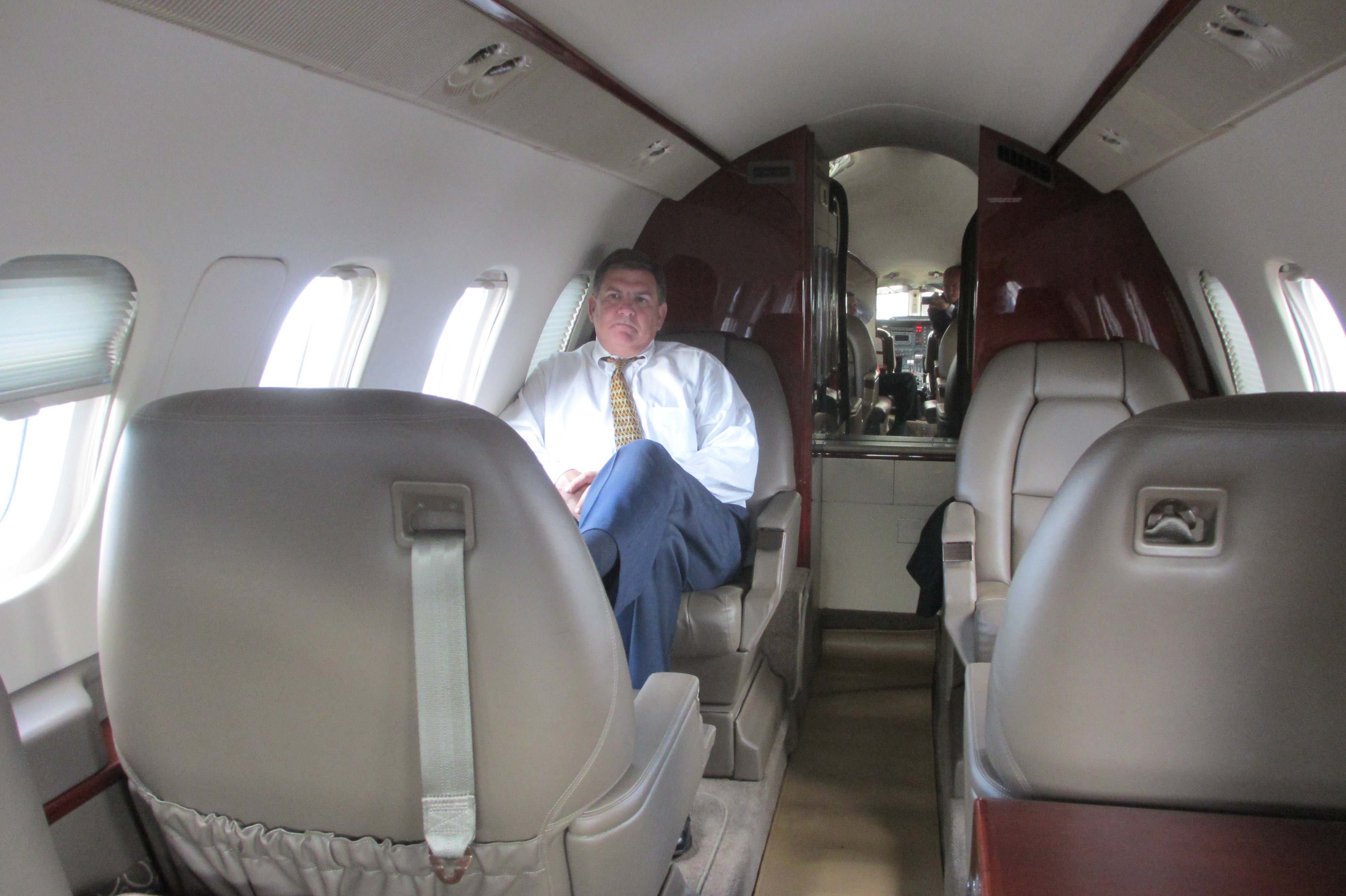
Kabina pasażerska
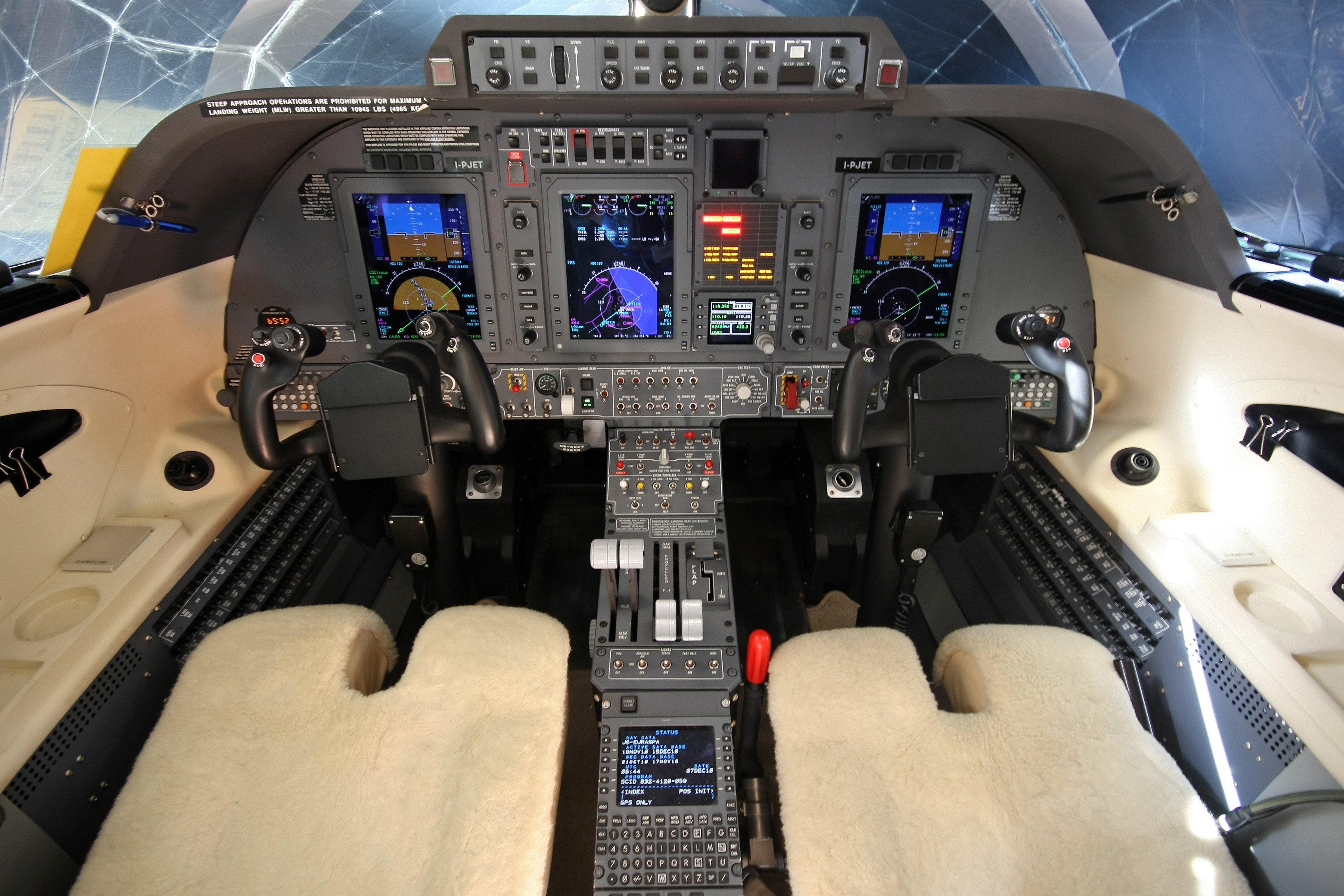
Kabina pilotów